# 展毛川鄂乌头
展毛川鄂乌头（学名：Aconitum henryi var. villosum）为毛茛科乌头属下的一个变种。

## 扩展阅读
- 維基物種上的相關：展毛川鄂乌头